# Sylvie Testud
Pour les articles homonymes, voir Testud.
Sylvie Testud, née le 17 janvier 1971 à Lyon 4e, est une comédienne, romancière et réalisatrice française .
Après avoir reçu le César du meilleur espoir féminin en 2001 pour Les Blessures assassines, elle reçoit le César de la meilleure actrice dans Stupeur et Tremblements en 2004.

## Biographie

### Origines et formation
Sylvie Testud naît le 17 janvier 1971 à Lyon. Elle a deux sœurs, Céline et Ghislaine. Leurs parents se séparent lorsqu'elle a 2 ans. Elle passe sa jeunesse dans le quartier lyonnais de la Croix-Rousse, élevée par sa mère, comptable d'origine napolitaine. Au lycée, elle apprend le chinois.
Elle décide de devenir actrice au cours de sa jeunesse, après avoir admiré les actrices dans les films. Elle prend alors des cours de théâtre à Lyon avec le comédien et metteur en scène Christian Taponard. En 1989, elle s'installe à Paris pour suivre des études d'histoire, ainsi que des cours d'art dramatique aux classes libres du Cours Florent, puis au Conservatoire national supérieur d'art dramatique pendant trois ans, avec Jacques Lassalle et Catherine Hiegel comme professeurs.

### Carrière
Au début des années 1990, Sylvie Testud obtient ses premiers petits rôles au cinéma, puis dans des longs métrages comme L'Histoire du garçon qui voulait qu'on l'embrasse de Philippe Harel (1994), Le Plus Bel Âge..., de Didier Haudepin (1995) ou encore Love, etc. de Marion Vernoux (1996).
En 1997, Sylvie Testud connaît un premier grand succès au cinéma en Allemagne avec le film Au-delà du silence de Caroline Link, pour lequel elle apprend l'allemand, la clarinette et la langue des signes. Elle est récompensée en tant que meilleure actrice par le Prix du film allemand (l'équivalent du César de la meilleure actrice). En 1998, elle joue son premier grand rôle au cinéma français et connaît un grand succès en France avec le rôle de Béa dans Karnaval, le premier long-métrage de Thomas Vincent, pour lequel elle est nommée au César du meilleur espoir féminin et reçoit le prix Michel-Simon. Elle commence alors une importante carrière d'actrice avec une préférence pour le cinéma d'auteur.

En 2000, sa prestation dans La Captive de Chantal Akerman (adaptation du roman La Prisonnière de Marcel Proust) lui vaut une nomination en tant que meilleure actrice au Prix du cinéma européen. En 2001, elle obtient, pour sa deuxième nomination, le César du meilleur espoir féminin pour l'interprétation remarquée de Christine Papin, une des sœurs Papin, dans Les Blessures assassines de Jean-Pierre Denis, d'après un fait divers de 1933.

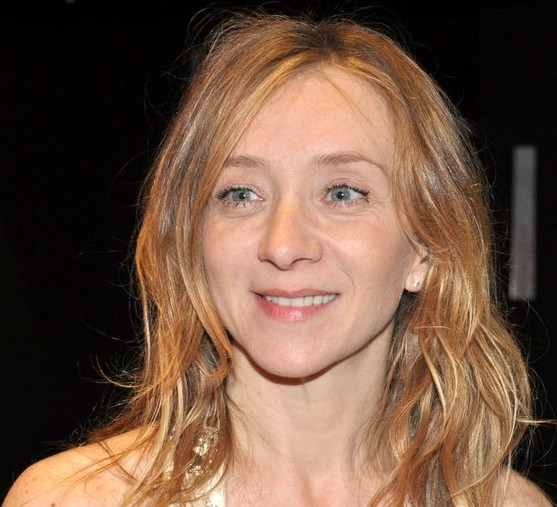
Sylvie Testud en 2011 à la cérémonie des étoiles d'or du cinéma français.

En 2003, elle commence à écrire et publie un récit autobiographique sur sa vie d'actrice, Il n'y a pas beaucoup d'étoiles ce soir, aux éditions Pauvert.
En 2004, elle obtient un second César, celui de la meilleure actrice, ainsi que le Lumière de la meilleure actrice et l'Étoile d'or du cinéma français pour le meilleur premier rôle féminin grâce à son interprétation dans Stupeur et Tremblements d'Alain Corneau, adaptation du roman éponyme d’Amélie Nothomb. Sylvie Testud y joue le rôle de cette dernière aux prises avec les difficultés du monde professionnel japonais et confrontée aux différences de culture avec la Belgique dont Nothomb est originaire. Pour ce rôle, elle a dû apprendre ses répliques en japonais grâce à une méthode phonétique. Elle tourne ensuite dans plusieurs comédies telles que Demain on déménage, Tout pour l'oseille, ou encore Cause toujours !.
En 2008, elle joue le rôle principal de Sagan, biopic de l'écrivaine française Françoise Sagan, réalisé par Diane Kurys. Elle est nommée, pour ce rôle, pour le César de la meilleure actrice en 2009.
En 2012, elle participe à Rendez-vous en terre inconnue, diffusé le 2 octobre 2012 sur France 2. Elle s'est rendue avec Frédéric Lopez chez les Goranes, au Tchad.
En 2020, elle rejoint le casting de la série Peur sur le lac, diffusée sur TF1. Elle y tient le rôle d'Alice Wagner.

### Vie privée
Sylvie Testud a deux enfants: Ruben, né en 2005 et Esther née en 2010. Elle s'est séparée du père de ces derniers après vingt-cinq ans de vie commune, comme elle l'a annoncé le 15 décembre 2022, précisant vivre désormais avec un acteur d'origine italienne, qui se révélera être Éric Elmosnino.

## Filmographie

### Cinéma

#### Longs métrages
- 1993 : Couples et Amants de John Lvoff : la jeune fille
- 1994 : L'Histoire du garçon qui voulait qu'on l'embrasse de Philippe Harel : fille à la fête
- 1994 : Maries Lied: Ich war, ich weiß nicht wo de Niko von Glasow : Marie
- 1995 : Le Plus Bel Âge de Didier Haudepin : Sylvie
- 1996 : Love, etc. de Marion Vernoux
- 1996 : Au-delà du silence (Jenseits der Stille) de Caroline Link : Lara
- 1997 : Les Raisons du cœur de Markus Imhoof : Esther
- 1998 : Sentimental Education de C.S. Leigh : Julia
- 1998 :  Les Folies de Margaret de Brian Skeet : La jeune nonne
- 1998 : Karnaval de Thomas Vincent : Béa
- 1999 : Annaluise et Anton de Caroline Link : Laurence
- 1999 : In Heaven de Michael Bindlechner : Valeska
- 2000 : La Captive de Chantal Akerman : Ariane
- 2000 : Sade de Benoît Jacquot : Renée de Sade
- 2000 : Les Blessures assassines de Jean-Pierre Denis : Christine Papin
- 2000 : La Chambre obscure de Marie-Christine Questerbert : Azalaïs
- 2001 : Julies Geist de Bettina Wilhelm : Julia
- 2001 : The Château de Jesse Peretz : Isabelle
- 2001 : Je rentre à la maison de Manoel de Oliveira : Ariel
- 2002 : La Dernière Fête de Jedermann de Fritz Lehner : Sophie
- 2002 : Un moment de bonheur de Antoine Santana : l'institutrice
- 2002 : Les Femmes... ou les enfants d'abord... de Manuel Poirier : Virginie
- 2002 : Tangos volés de Eduardo de Gregorio : Alice
- 2002 : Aime ton père de Jacob Berger : Virginia
- 2002 : Vivre me tue de Jean-Pierre Sinapi : Myriam
- 2003 : Stupeur et Tremblements d'Alain Corneau : Amélie
- 2003 : Filles uniques de Pierre Jolivet : Tina
- 2003 : Dédales de René Manzor : Claude
- 2003 : Der gläserne Blick de Markus Heltschl : Das Mädchen
- 2004 : Demain on déménage de Chantal Akerman : Charlotte
- 2004 : Tout pour l'oseille de Bertrand Van Effenterre : Prune
- 2004 : Cause toujours ! de Jeanne Labrune : Léa
- 2004 : Victoire de Stéphanie Murat : Victoire
- 2004 : Les Mots bleus d'Alain Corneau : Clara
- 2005 : La vie est à nous ! de Gérard Krawczyk : Louise Delhomme
- 2006 : L'Héritage de Gela et Temur Babluani : Patricia
- 2006 : La Môme d'Olivier Dahan : Momone
- 2007 : La France de Serge Bozon : Camille
- 2007 : Ce que mes yeux ont vu de Laurent de Bartillat : Lucie Audibert
- 2008 : Sagan de Diane Kurys : Françoise Sagan
- 2008 : Mange, ceci est mon corps de Michelange Quay : Madame
- 2009 : L'Idiot de Pierre Léon : Daria Alexeïevna
- 2009 : Je ne dis pas non de Iliana Lolic : Adèle
- 2009 : Lucky Luke de James Huth : Calamity Jane
- 2009 : Vengeance de Johnnie To : Irene Thompson
- 2009 : Gamines d'Éléonore Faucher : Sybille
- 2009 : Lourdes de Jessica Hausner : Christine
- 2010 : Le Bonheur de Pierre de Robert Ménard : Catherine
- 2010 : La Rafle de Roselyne Bosch : Bella Zygler
- 2010 : Mumu de Joël Séria : Mumu
- 2010 : Avant l'aube de Raphaël Jacoulot : Sylvie Poncet
- 2011 : L'Ordre et la Morale de Mathieu Kassovitz : Chantal Legorjus
- 2012 : The Scapegoat de Charles Sturridge : Bela
- 2012 : À votre bon cœur, mesdames de Jean-Pierre Mocky : Lolita
- 2013 : Max de Stéphanie Murat : Nina
- 2013 : Une chanson pour ma mère de Joël Franka : Sylvie
- 2013 : Pour une femme de Diane Kurys : Anne
- 2013 : Je m'appelle Hmmm... d'Agnès Troublé dite agnès b. : La mère de Céline
- 2014 : 96 Heures de Frédéric Schoendoerffer : Marion
- 2014 : 24 Jours d'Alexandre Arcady : Brigitte Farell
- 2014 : Sous les jupes des filles d'Audrey Dana : Sam
- 2014 : Papa Was Not a Rolling Stone de Sylvie Ohayon : Nadège
- 2014 : Géographie du cœur malchanceux (Geography of the Heart), de David Allain et Alexandra Billington : Sophie (segment Paris)
- 2015 : Le Talent de mes amis d'Alex Lutz : Stéphane Brunge
- 2015 : Deux Femmes (en russe : Две женщины) de Vera Glagoleva : Elisaveta Bogdanovna
- 2015 : Au plus près du soleil d'Yves Angelo : Sophie
- 2016 : Arrête ton cinéma ! de Diane Kurys : Sybille
- 2016 : Les Visiteurs : La Révolution de Jean-Marie Poiré : Charlotte Robespierre
- 2016 : Le Correspondant de Jean-Michel Ben Soussan : Eloïse
- 2016 : Tamara d'Alexandre Castagnetti : Amandine
- 2017 : Jour J de Reem Kherici : Clarisse
- 2017 : Alberto Giacometti, The Final Portrait (Final Portrait) de Stanley Tucci : Annette Arm
- 2018 : Comme des rois de Xabi Molia : Val
- 2018 : Tamara Vol.2 d'Alexandre Castagnetti : Amandine
- 2018 : Suspiria de Luca Guadagnino : Miss Griffith
- 2019 : Insoumises de Laura Cazador et Fernando Perez : Enriqueta Favez
- 2019 : Convoi exceptionnel de Bertrand Blier : Jennifer
- 2019 : Toute ressemblance... de Michel Denisot : Maïté
- 2019 : Rendez-vous chez les Malawas de James Huth : Nathalie Dulac
- 2021 : Flashback de Caroline Vigneaux : Olympe de Gouges
- 2022 : Simone, le voyage du siècle d'Olivier Dahan : Marceline Rozenberg
- 2022 : Champagne ! de Nicolas Vanier : Joanna
- 2023 : Des mains en or d'Isabelle Mergault : Rose
- 2023 : Marinette de Virginie Verrier : la coach Saint-Memmie
- 2023 : Cocorico de Julien Hervé
- 2026 : LOL 2.0 de Lisa Azuelos

#### Courts métrages
- 1991 : Le Violoniste d'Yves Forgeat
- 1995 : Délit mineur d'Olivier Panchot
- 1995 : Éternelles d'Érick Zonca
- 1999 : Marée haute de Caroline Champetier
- 1999 : Les pierres qui tombent du ciel d'Isabelle Ponnet
- 2000 : Scénarios sur la drogue : Lucie de Guillaume Nicloux
- 2000 : Faux contact d'Éric Jameux
- 2001 : Ce qui compte pour Mathilde de Stéphanie Murat
- 2008 : Marguerite ou la vie tranquille de Stéphanie Murat

### Télévision
- 1995 : Lettre ouverte à Lili de Jean-Luc Trotignon : Virginie
- 1995 : Le Nid tombé de l'oiseau d'Alain Schwartzstein : Laurence
- 2009 : L'une chante, l'autre aussi (documentaire) d'Olivier Nicklaus : elle-même
- 2010 : Louise Michel de Sólveig Anspach : Louise Michel
- 2011 : Le Grand Restaurant II de Gérard Pullicino : une cliente
- 2012 : Documentaire Sylvie Testud chez les Gorane dans Rendez-vous en terre inconnue
- 2013 : Les Mains de Roxana de Philippe Setbon : Roxana Orlac
- 2013 : Les Déferlantes d'Éléonore Faucher : Louise
- 2014 : Ceux qui dansent sur la tête de Magaly Richard-Serrano : Catherine
- 2014 : Fais pas ci, fais pas ça (saison 7, épisode 6) de Pascal Chaumeil : Sylviane Chinsky, la psy
- 2016 : Mörderische Stille (ZDF) de Friedemann Fromm : Elena Kühnert
- 2017 : Marie de Bourgogne d'Andreas Prochaska : Charlotte de Savoie
- 2018 : Deux gouttes d'eau de Nicolas Cuche : Valérie Laforge
- 2018 : Deutsch-les-Landes de Denis Dercourt : Odile
- 2018 : Quand sort la recluse de Josée Dayan : Lieutenant Froissy
- 2019 : Eden de Dominik Moll : Helen
- 2020 : Peur sur le lac, mini-série de Jérôme Cornuau : Alice Wagner[10]
- 2020 : Capitaine Marleau, La Reine des glaces de Josée Dayan : Salomé Revel
- 2020 : I Love You coiffure de Muriel Robin : Geneviève
- 2021 : Fugueuse de Jérôme Cornuau : Isabelle
- 2022 : Ce que Pauline ne vous dit pas de Rodolphe Tissot : Marie Hermann
- 2022 : 1H30 Max de Léo Grandperret : La directrice de l'école
- 2023 - : Flair de famille, série de Didier Bivel : Caroline
- 2024 : Knok, série de Guillaume Duhesme et Bastien Ughetto : Blanche
- 2024 : Elles deux de Renaud Bertrand : Sandrine
- 2024 : Sur la dalle de Josée Dayan

### Réalisatrice
- 2012 : La Vie d'une autre avec Juliette Binoche et Mathieu Kassovitz
- 2022 : Maman, ne me laisse pas m'endormir, téléfilm

## Théâtre
- 1995 : Six fois deux de Georges Lavaudant, mise en scène Georges Lavaudant, TNP Villeurbanne, CNSAD, TNB Rennes
- 1996 : La Cour des comédiens d'Antoine Vitez, mise en scène Georges Lavaudant, Festival d'Avignon
- 1997 : Moonlight de Harold Pinter, mise en scène Karel Reisz
- 2001 : Stella de Goethe, MC93 Bobigny, mise en scène Bruno Bayen, Théâtre national de Strasbourg
- 2005 : Jeanne d'Arc au bûcher de Paul Claudel, mise en scène Jean-Paul Scarpitta, Festival Radio France Montpellier
- 2005 : La Pitié dangereuse de Stefan Zweig, mise en scène Philippe Faure, Théâtre Vidy-Lausanne
- 2006 : La Pitié dangereuse de Stefan Zweig, mise en scène Philippe Faure, Théâtre national de Nice, Théâtre de la Croix-Rousse, MC2, Théâtre de l'Union
- 2007 : La Pitié dangereuse de Stefan Zweig, mise en scène Philippe Faure, Théâtre national de Bordeaux en Aquitaine
- 2007 : Biographie sans Antoinette de Max Frisch, mise en scène Hans-Peter Cloos, Théâtre de la Madeleine
- 2008 : Biographie sans Antoinette de Max Frisch, mise en scène Hans Peter Cloos, Théâtre du Gymnase, tournée
- 2009 : Casimir et Caroline d'Ödön von Horváth, mise en scène Emmanuel Demarcy-Mota, Théâtre de la Ville
- 2009 : Sentiments provisoires de Gérald Aubert, mise en scène Bernard Murat, Théâtre Édouard VII
- 2011 : L’Amour, la mort, les fringues de Nora et Delia Ephron, mise en scène Danièle Thompson, Théâtre Marigny
- 2019-2020 : L'Heureux Stratagème de Marivaux, mise en scène Ladislas Chollat, Théâtre Edouard VII
- 2022 : Tout le monde savait d'Elodie Wallace, mise en scène Anne Bouvier, théâtre de l'Œuvre
- 2025 : La Vérité de Florian Zeller, mise en scène Ladislas Chollat, Théâtre Edouard VII

## Publications

### Romans

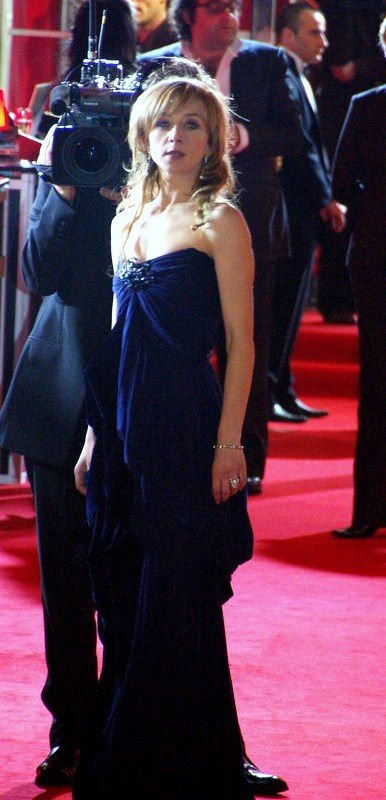
Sylvie Testud lors des César 2008.

- 2003 : Il n'y a pas beaucoup d'étoiles ce soir (autobiographie), éditions Pauvert
- 2005 : Le ciel t'aidera, éditions Fayard
- 2006 : Gamines, éditions Fayard
- 2011 : Chevalier de l'ordre du mérite, éditions Fayard
- 2014 : C'est le métier qui rentre, éditions Fayard

## Distinctions
Sauf indication contraire, les informations mentionnées dans cette section peuvent être confirmées par la base de données cinématographiques IMDb,  présente dans la section « Liens externes ».

### Décorations
- Chevalière de la Légion d'honneur. Elle est faite chevalière le 6 avril 2012[11].
- Chevalière de l'ordre national du Mérite Elle est faite chevalière le 14 novembre 2008[12] pour récompenser ses 17 ans d'activités artistiques et littéraires.
- Officière de l'ordre des Arts et des Lettres. Elle est promue au grade d’officier le 10 février 2016[13].

### Récompenses
- Prix du film allemand 1997 : meilleure actrice pour Au-delà du silence
- Festival Jean Carmet de Moulins 2000 : meilleur jeune espoir féminin (prix du public)
- Prix Michel-Simon 2000 pour Karnaval
- César 2001 : meilleur espoir féminin pour Les Blessures assassines
- César 2004 : meilleure actrice pour Stupeur et Tremblements
- Prix Lumière 2004 : meilleure actrice pour Stupeur et Tremblements
- Étoile d'or 2004 : meilleur premier rôle féminin français pour Stupeur et Tremblements
- Prix des lecteurs de la sélection Le Livre de poche 2008 pour son roman Gamines[réf. nécessaire]
- Festival de la fiction TV de La Rochelle 2008 : meilleure interprétation féminine pour Sagan[14]
- Globe de cristal 2009 : meilleure actrice pour Sagan
- Prix du cinéma européen 2010 : meilleure actrice pour Lourdes
- Molières 2023 : Molière seul(e) en scène pour Tout le monde savait
- Luchon Festival 2025 : meilleure interprétation féminine pour Elles deux[15]

### Nominations
- Prix Musidora 1999 pour Marée haute
- Prix du cinéma européen 2000 : meilleure actrice pour La Captive
- César 2001 : meilleur espoir féminin pour Karnaval
- César 2008 : meilleure actrice dans un second rôle pour La Môme
- Prix Lumière 2008 : meilleure actrice pour Ce que mes yeux ont vu
- César 2009 : meilleure actrice pour Sagan